# Ategumia fatualis
Ategumia fatualis là một loài bướm đêm thuộc họ Crambidae. Nó là loài bản địa của Philippines, nhưng nó được du nhập vào Hawaii và Kauai năm 1958 để khống chế loài Melastoma malabathricum.
Ấu trùng ăn Melastoma malabathricum. Chúng cuộn lá làm tổ.